# Нестасе
Нестасе (рум. Năstase) — село у повіті Ботошані в Румунії. Входить до складу комуни Міхелешень.
Село розташоване на відстані 388 км на північ від Бухареста, 36 км на схід від Ботошань, 84 км на північний захід від Ясс.

## Населення
За даними перепису населення 2002 року у селі проживали 224 особи, усі — румуни. Усі жителі села рідною мовою назвали румунську.